# 林璧 (天順進士)
林璧（1432年—？），字廷美，湖廣寶慶府武岡州人，明朝政治人物。進士出身。

## 生平
湖廣鄉試第三十名。天順八年（1464年）甲申科會試第九十三名，殿試登進士第三甲第一百零五名。

## 家族
曾祖林世富。祖父林用和，曾任知縣。父亲林敏。